# Yoshimar Yotún
Victor Yoshimar Yotún Flores, född 7 april 1990 i Callao, Peru, är en peruansk fotbollsspelare som spelar för Sporting Cristal och Perus landslag. Han spelar främst som vänsterback men kan även spela som vänstermittfältare.

## Klubbkarriär

### Amatörkarriär
Yotún började som sjuåring spela fotboll i ungdomsakademin Academia Deportiva Cantolao och spelade där fram till han var 12. Efter det började han spela i Circolo Sportivo Italianos ungdomslag och spelade där under två säsonger. De följande åren tillbringade Yotún i Deportivo Real FC:s ungdomslag, där han bland annat spelade tillsammans med Manuel Tejada. 2007 flyttade han till en av Perus största klubbar, Sporting Cristal, där han började spela för klubbens ungdomslag.

### José Gálvez FBC
I januari 2008 lånades Yotún ut från Sporting Cristal till José Gálvez FBC. där han senare även skulle göra sin professionella debut som 18-åring i matchen mot Coronel Bolognesi FC.  Yotún gjorde sitt första mål som proffs den 9 mars 2008 i en ligamatch mot Atlético Minero i en match som slutade 1-0. Han spelade sin sista match för José Galvez FBC den 14 december 2008 i säsongens sista match. Totalt spelade Yotún 28 ligamacher och gjorde 3 mål och var en bidragande orsak till att laget klarade sig undan nedflyttning.[källa behövs]

### Sporting Cristal
I januari 2009 återvände Yotún till Sporting Cristal och den 9 maj 2009 debuterade han för klubbens A-lag i en ligamatch mot FBC Melgar på San Martín de Porres Stadium. Han byttes in i den 46:e minuten och ersatte Yancarlo Casas, matchen slutade 2-1 till FBC Melgar.
Den 27 maj spelade Yotún sin 100:e ligamatch för Sporting Cristal i samband med bortamatchen mot Juan Aurich.

### Malmö FF
Den 27 januari 2015 skrev Yoshimar Yotún på ett treårskontrakt med de regerande svenska mästarna Malmö FF. Han tilldelades tröja nummer 13.

### Orlando City
Den 4 augusti 2017 värvades Yotún av amerikanska MLS-klubben Orlando City.

### Cruz Azul
Den 27 december 2018 värvades Yotún av mexikanska Cruz Azul.

## Landslagskarriär
Yotúns framfart i Sporting Cristal gjorde att han under 2011 blev uppkallad till Perus landslag för första gången. Han gjorde sin landslagsdebut mot Japan i Kirin Cup där han ersatte Jesús Rabanal i den 62:a minuten.

### Landslagsmål
| Nr | Datum           | Plats                        | Motstånd | Mål | Slutresultat | Typ av match               |
| -- | --------------- | ---------------------------- | -------- | --- | ------------ | -------------------------- |
| 1. | 15 oktober 2013 | Estadio Nacional, Lima, Peru | Bolivia  | 1-0 | 1-1          | Kval till Fotbolls-VM 2014 |